# Luigi Carlo Fraina
Louis Carl Fraina, nato Luigi Carlo Fraina (Galdo, 7 ottobre 1892 – New York, 15 settembre 1953), è stato un politico e sindacalista italiano naturalizzato statunitense.

## Biografia
È considerato uno dei fondatori del Partito Comunista degli Stati Uniti d'America.
Nato in provincia di Salerno, a cinque anni emigrò negli USA con i genitori.

## Cinema
Nel film Reds di Warren Beatty, è interpretato da Paul Sorvino.